# منرئال د آریسا
منرئال د آریسا (به اسپانیایی: Monreal de Ariza) یک دهستان در اسپانیا است که در استان ساراگوسا واقع شده‌است. منرئال د آریسا ۶۱ کیلومتر مربع مساحت و ۲۵۷ نفر جمعیت دارد.